# DJ Korsakoff
DJ Korsakoff, echte naam Lindsay van der Eng (25 juli 1983), is de artiestennaam van een Nederlandse vrouwelijke diskjockey van melodieuze hardcore.

## Loopbaan
Het project Korsakoff werd in 2001 gestart door Bart Kok, beter bekend als Catscan. Het project debuteerde met de plaat "Separated World", bij platenlabel Third Movement. De plaat werd een grote partyhit. Ook latere releases als "Tamara" en "My empty bottle" deden het goed in onder meer Nederland, Duitsland, Italië en Spanje. Sinds 2004 is Lindsay van der Eng het gezicht van Korsakoff. In de nazomer van 2004 maakte Korsakoff in samenwerking met Outblast een hit genaamd "Unleash the Beast", wat het anthem was van de Masters of Hardcore van dat jaar.
Korsakoff maakte haar draaidebuut in 2004. Hierbij trad zij tijdens het Masters of Hardcore evenement op voor een publiek van 15.000 mensen in het Thialf Stadion.
Ook haar tweede video "Stardom" (het thema van Thunderdome 2004) wordt een groot succes.
DJ Korsakoff was de hoogste nieuwe binnenkomer in de Dutch DJ Release Top 100 in 2005.
In mei 2006 komt ze met haar debuutalbum “The Sound Of”. Een stampend album gevuld met eigen tracks, onder andere "My Empty Bottle", "Powerrave", "No Noctophobia" en "Still wasted".
Eind 2006 verschijnt ze in de FHM. Topfotograaf Frank De Mulder legde Korsakoff vast op camera, niets meer dragend dan een bikini.
Begin 2007 kwam haar eerste mix cd album genaamd "Face to Face" op de markt die Korsakoff samen maakte met DJ Outblast.

## Discografie

### Albums
| Album met eventuele hitnotering(en) in de Nederlandse Album Top 100 | Datum van verschijnen | Datum van binnenkomst | Hoogste positie | Aantal weken | Opmerkingen |
| ------------------------------------------------------------------- | --------------------- | --------------------- | --------------- | ------------ | ----------- |
| Pink Noise                                                          | 2010                  | 01-5-2010             | 86              | 1            |             |

### Singles
| Single met eventuele hitnotering(en) in de Nederlandse Top 40 | Datum van verschijnen | Datum van binnenkomst | Hoogste positie | Aantal weken | Opmerkingen                   |
| ------------------------------------------------------------- | --------------------- | --------------------- | --------------- | ------------ | ----------------------------- |
| Separated world                                               | 2001                  |                       |                 |              |                               |
| Tamara                                                        | 2002                  |                       |                 |              |                               |
| Catscan - Time 2B loud (Korsakoff remix)                      | 2003                  |                       |                 |              |                               |
| My empty bottle                                               | 2003                  |                       |                 |              |                               |
| Stardom (Thunderdome 2004 Anthem)                             | 2004                  |                       |                 |              |                               |
| Powerrave                                                     | 2004                  |                       |                 |              |                               |
| Unleash the beast (met DJ Outblast)                           | 2004                  |                       |                 |              |                               |
| DJ D vs The Viper - Loose Control (Korsakoff remix)           | 2005                  |                       |                 |              |                               |
| -L=C2 (trip mix)                                              | 2005                  |                       |                 |              |                               |
| Audioholic                                                    | 2005                  |                       |                 |              |                               |
| No Noctophobia                                                | 2005                  |                       |                 |              |                               |
| Pendeho (simple mix)                                          | 2005                  |                       |                 |              |                               |
| Alpha                                                         | 2005                  |                       |                 |              |                               |
| Backfire                                                      | 2005                  |                       |                 |              |                               |
| Still Wasted                                                  | 2005                  |                       |                 |              |                               |
| Tokyodome Experience                                          | 2006                  |                       |                 |              |                               |
| Face to Face (met DJ Outblast)                                | 2007                  |                       |                 |              |                               |
| Never Surrender (met DJ Outblast)                             | 2007                  |                       |                 |              |                               |
| Unrivalled                                                    | 2008                  |                       |                 |              |                               |
| Focus                                                         | 2008                  |                       |                 |              |                               |
| Daydream                                                      | 2009                  |                       |                 |              |                               |
| Voices                                                        | 2009                  |                       |                 |              |                               |
| Surround me                                                   | 2009                  |                       |                 |              |                               |
| Pink Noise                                                    | 2010                  |                       |                 |              |                               |
| Global (ft. MC Tha Watcher)                                   | 2010                  |                       |                 |              |                               |
| Boozed                                                        | 2010                  |                       |                 |              |                               |
| Hymn of Syndicate                                             | 2011                  |                       |                 |              | (dj Outblast)                 |
| Unconquered                                                   | 2012                  |                       |                 |              | (Re-Style)                    |
| Lyra                                                          | 2014                  |                       |                 |              |                               |
| Hurt                                                          | 2015                  |                       |                 |              | (DaY-mar Feat. Erik Lindeman) |
| Somnia                                                        | 2016                  |                       |                 |              |                               |
| The Game                                                      | 2017                  |                       |                 |              |                               |

| Single met hitnotering(en) in de Vlaamse Ultratop 50 | Datum van verschijnen | Datum van binnenkomst | Hoogste positie | Aantal weken | Opmerkingen |
| ---------------------------------------------------- | --------------------- | --------------------- | --------------- | ------------ | ----------- |
| Stiletto                                             | 2012                  | 15-12-2012            | 160             | 1            |             |